# Сіді-Бузід (вілаєт)
Сіді-Бузід (араб. ولاية سيدي بوزيد) - вілаєт Тунісу. Адміністративний центр - м. Сіді-Бузід. Площа - 6 994 км². Населення - 403 500 осіб (2007).

## Географічне положення
Розташований в центральній частині країни. На півночі межує з вілаєтом Сільяна, на північному сході - з вілаєтом Кайруан, на сході - з вілаєтом Сфакс, на півдні - з вілаєтом Габес, на південному заході - з вілаєтом Гафса, на заході - з вілаєтом Касерін.

## Населені пункти
- Сіді-Бузід
- Беер-ель-Хафей
- Себала
- Джілма
- Мензель-Бузаян
- Мекнассі
- Меззуна
- Улед-Хаффуз
- Рекеб
- Сіді-Алі-Бен-Аун

| Туніс | Це незавершена стаття з географії Тунісу. Ви можете допомогти проєкту, виправивши або дописавши її. |